# Metsäkylä, Borgnäs
Metsäkylä är en ort i Borgnäs kommun i landskapet Nyland i Finland. Metsäkylä utgjorde en tätort (finska: taajama) fram till tätortsavgränsningen 2021.
Vid tätortsavgränsningen den 31 december 2020 hade Metsäkylä 407 invånare och omfattade en landareal av 3,50 kvadratkilometer. Året därefter hade området vuxit ihop med tätorten Halkis och Metsäkylä klassificerades inte längre som tätort. Tätorten har tidigare gått under namnet Alhopakka.